# Dan McKenzie (geofysiker)
Dan Peter McKenzie CH FRS (født 21. februar 1942) er en britisk professor i geofysik på University of Cambridge, og tidligere leder af Bullard Laboratories på the Cambridge Department of Earth Sciences. Han skrev den første videnskabelige artikel, der definerede de matematiske principper bag pladetektonik på en kugle, og hans tidlige arbejde kappekonvektion skabte en moderne diskussion af planeters indre dele.
Han modtog Copleymedaljen i 2011.